# Rubén Yáñez
Orlando Rubén Yáñez Alabart (Blanes, 12 oktober 1993) is een Spaans voetballer die als doelman speelt. Hij verruilde Real Madrid in augustus 2017 voor Getafe CF.

## Clubcarrière
Real Madrid nam Yáñez in 2010 op zeventienjarige leeftijd over van Girona. Tijdens het seizoen 2012/13 speelde hij 26 competitiewedstrijden voor Real Madrid C. In juli 2013 werd hij bij het tweede elftal gehaald. Yáñez maakte op 8 september 2013 zijn debuut voor Real Madrid Castilla in de Segunda División, tegen CD Mirandes. Zijn debuut in het eerste elftal van Real Madrid volgde op 30 november 2016, tijdens een met 6–1 gewonnen wedstrijd in het toernooi op de Copa del Rey thuis tegen Cultural Leonesa. Hij viel die dag in de 76e minuut in voor Kiko Casilla.
In augustus 2017 maakte hij transfervrij de definitieve overstap van Real Madrid naar Getafe CF. Getafe leende hem meteen uit aan Cádiz CF, waar hij enkel in de Copa del Rey in actie kwam. Nadat hij in het seizoen 2018/19 derde doelman was bij Getafe, leende de club hem het seizoen daarop uit aan SD Huesca.

## Clubstatistieken
| Seizoen         | Club            | Land            | Competitie         | Competitie | Competitie | Beker | Beker | Supercup | Supercup | Europees | Europees | Totaal | Totaal |
| Seizoen         | Club            | Land            | Competitie         | Wed.       | Dlp.       | Wed.  | Dlp.  | Wed.     | Dlp.     | Wed.     | Dlp.     | Wed.   | Dlp.   |
| --------------- | --------------- | --------------- | ------------------ | ---------- | ---------- | ----- | ----- | -------- | -------- | -------- | -------- | ------ | ------ |
| 2012/13         | Real Madrid C   | Vlag van Spanje | Segunda División B | 26         | 0          | —     | —     | —        | —        | —        | —        | 26     | 0      |
| 2013/14         | Real Madrid B   | Vlag van Spanje | Segunda División   | 4          | 0          | —     | —     | —        | —        | —        | —        | 4      | 0      |
| 2014/15         | Real Madrid B   | Vlag van Spanje | Segunda División B | 30         | 0          | —     | —     | —        | —        | —        | —        | 30     | 0      |
| 2015/16         | Real Madrid     | Vlag van Spanje | Primera División   | 0          | 0          | 0     | 0     | —        | —        | 0        | 0        | 0      | 0      |
| 2016/17         | Real Madrid     | Vlag van Spanje | Primera División   | 0          | 0          | 1     | 0     | —        | —        | 0        | 0        | 1      | 0      |
| 2017/18         | Getafe CF       | Vlag van Spanje | Primera División   | 0          | 0          | 0     | 0     | —        | —        | —        | —        | 0      | 0      |
| 2017/18         | → Cádiz CF      | Vlag van Spanje | Segunda División   | 0          | 0          | 6     | 0     | —        | —        | —        | —        | 6      | 0      |
| 2018/19         | Getafe CF       | Vlag van Spanje | Primera División   | 0          | 0          | 0     | 0     | —        | —        | —        | —        | 0      | 0      |
| 2019/20         | → SD Huesca     | Vlag van Spanje | Segunda División   | 6          | 0          | 2     | 0     | —        | —        | —        | —        | 8      | 0      |
| 2020/21         | Getafe CF       | Vlag van Spanje | Primera División   | 10         | 0          | 1     | 0     | —        | —        | —        | —        | 11     | 0      |
| 2021/22         | Getafe CF       | Vlag van Spanje | Primera División   | 0          | 0          | 2     | 0     | —        | —        | —        | —        | 2      | 0      |
| 2022/23         | Málaga CF       | Vlag van Spanje | Segunda División   | 11         | 0          | 0     | 0     | —        | —        | —        | —        | 11     | 0      |
| Carrière totaal | Carrière totaal | Carrière totaal | Carrière totaal    | 87         | 0          | 11    | 0     | 0        | 0        | 0        | 0        | 98     | 0      |

Bijgewerkt op 2 februari 2023.

## Interlandcarrière
Yáñez nam in 2013 met Spanje -20 deel aan het WK -20 in Turkije. Hij vormde samen met Daniel Sotres en Adrián Ortolá het keeperstrio. In de kwartfinale tegen Uruguay -20 moest hij in blessuretijd invallen voor Sotres. Spanje verloor met 0-1 van de latere finalist Uruguay.

## Erelijst
| Competitie                             |             |                  |             |             |
| Competitie                             | Aantal      | Jaren            |             |             |
| Real Madrid                            | Real Madrid | Real Madrid      | Real Madrid | Real Madrid |
| -------------------------------------- | ----------- | ---------------- | ----------- | ----------- |
| Mondiaal                               |             |                  |             |             |
| Wereldkampioenschap voetbal voor clubs | 1x          | 2016             |             |             |
| Internationaal                         |             |                  |             |             |
| UEFA Champions League                  | 2x          | 2015/16, 2016/17 |             |             |
| UEFA Super Cup                         | 1x          | 2016             |             |             |
| Nationaal                              |             |                  |             |             |
| Kampioen Primera División              | 1x          | 2016/17          |             |             |

1 Letacek ·
2 Djené  ·
3 Angileri ·
4 Beroccal ·
5 Milla ·
6 Uche ·
7 Sola ·
8 Arambarri ·
9 Mayoral ·
10 Yıldırım ·
11 Aleñá ·
12 Nyom ·
13 Soria ·
15 Alderete ·
16 Rico ·
17 Pérez ·
18 Rodríguez ·
19 Federico ·
20 Santiago ·
21 Iglesias ·
22 Duarte ·
27 Aberdin ·
31 Patrick ·
Coach: Bordalás
· Assistent-coach: Verdés